# Abteilungsleiter
Abteilungsleiter (niem. naczelnik oddziału) – tytuł paramilitarny w Narodowosocjalistycznej Niemieckiej Partii Robotników, istniejący w latach 1933-1939. Stopień ten używany był przez oficerów partii, jako średni poziom rangi administracyjnej w NSDAP. Dodatkowo wraz z Abteilungsleiterem istniał inny podległy mu stopień tzw. Unterabteilungsleitera ("młodszy naczelnik oddziału").
Na początku II wojny światowej, kiedy wprowadzono nowy system opasek naramiennych (swastyk), tytuł Abteilungsleitera został przyjęty jako "naczelnik departamentu" w strukturze terenowej NSDAP.